# Горила східна
Східна горила (Gorilla beringei) — вид приматів з роду горили (Gorilla) родини гомініди (Hominidae), поширений у Центральній Африці.

## Класифікація
Вид східна горила складається з двох підвидів:
- гірського Gorilla beringei beringei (Matschie 1903). Чисельність популяції близько 700 особин. Поширена на вулканічних схилах Руанди, Уганди та Демократичної республіки Конго[1].
- рівнинного Gorilla beringei graueri (Matschie 1914). Знаходиться в меншій небезпеці, ніж гірська горила. Чисельність популяції 5000 особин. Поширена в низинній частині Конго і Уганди[1].

## Зовнішній вигляд

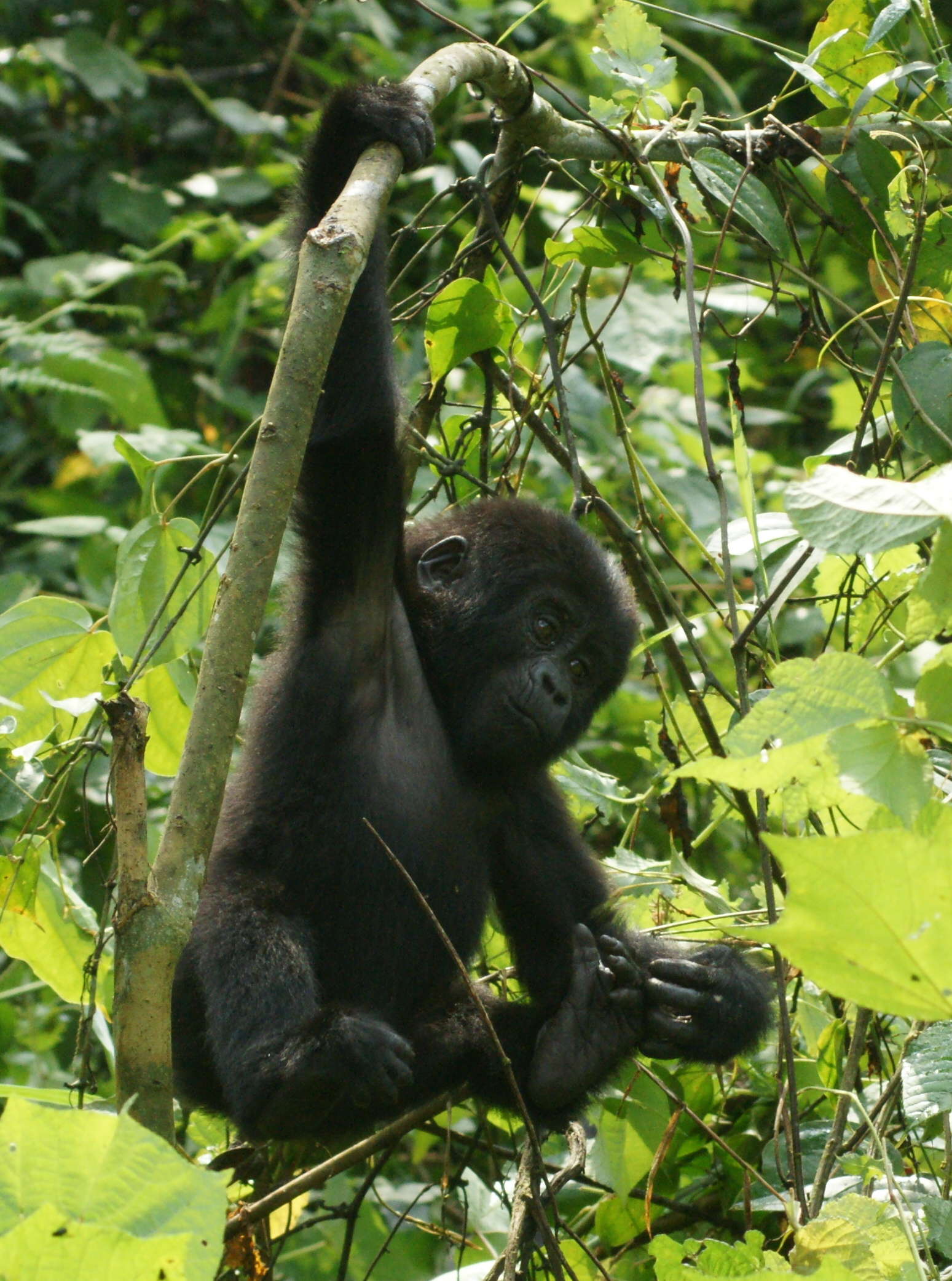
Дитинча східної горили

Східна горила має велику голову, широкі груди і довгі ноги. Ніс плоский, з великими ніздрями. Волосся в основному чорного кольору, з синюватим відтінком в гірських горил, зрілі самці мають срібну смугу на спині. Хутро покриває практично все тіло, за винятком обличчя, грудей, долонь і ступень. З віком воно набуває сивуватого забарвлення.
Гірські горили трохи менші за розмірами, ніж їх рівнинні родичі. Самці значно більші за самок. Маса тіла дорослого самця в середньому 160 кг, іноді може досягати 220 кг. Самки важать 70-114 кг. Довжина тіла 185 см у самців і 150 см у самок.

## Поведінка
Проживають у сімейних групах, що складається з домінуючого самця, його самок і потомства. Розмір групи більше, ніж у західних горил, в середньому 35 особин. Межі території не охороняються, однак можуть відбуватися сутички при зустрічах однієї групи з іншою.
Самки переходять зі своєї рідної групи в іншу перед періодом спаровування. Зазвичай це відбувається у віці 8 років. Часто вони приєднуються до самотніх самців і створюють нову групу. Самці залишають сім'ю, з якою вони виросли, у 11 років. Вони тривалий час ведуть самотній спосіб життя і створюють власну сім'ю у віці понад 15 років.
Живляться корінням, листям, корою, деревиною, квітами, фруктами і стеблами рослин, іноді безхребетними тваринами і грибами.
Чіткого періоду розмноження у східних горил немає. Самки народжують дитинчат тільки раз на 3-4 роки, внаслідок тривалого періоду вагітності та виховання молодняку. Вагітність триває 8,5 місяців. Народжується одне дитинча. Новонароджені особини мають сірувато-рожеву шкіру і можуть повзати через 9 тижнів після народження. Відлучення від грудей відбувається в 3,5 роки. Статева зрілість настає в 10 років у самок і в 15 років у самців. Тривалість життя 40—50 років.

## Поширення
Східні горили поширені в низинних і гірських субальпійських лісах на сході Демократичної республіки Конго, у південно-західній Уганді, Руанді і на території між річкою Луалаба і озерами Едвард і Танганьїка. Віддають перевагу лісу з щільною трав'янистої підстилкою.

## Охоронний статус та чисельність
З 2000 року МСОП надало східній горилі статус «Під загрозою вимирання». Проте у вересні 2016 року було повідомлено про скорочення чисельності виду на 70% за 20 років, тому статус було змінено на «На межі зникнення».
Гірські горили проживають в двох ізольованих місцях у Руанді, Уганді та Демократичній республіці Конго. Субпопуляція в Вірунзі в 2003 році оцінювалася в 380 особин, вона збільшилася на 60 особин в порівнянні з 1989 роком. Однак цей приріст був обмежений тільки однією групою горил, які знаходяться в захищеній і екологічно багатій області. Хоча субпопуляції в національному парку Бвінді, як належало, збільшилася з 300 до 320 горил в період 1997—2003 років, облік у 2006 році показав, що в парку мешкає всього 300 мавп. Загальна чисельність популяції у всіх чотирьох групах становить 680 горил. Гірські горили поширені в районі з дуже високою щільністю населення. Від людей і домашніх тварин вони можуть заражатися вірусними захворюваннями. Величезний вплив на підвид мала політична нестабільність в районі вулкана Вірунга. Триває незаконний випас худоби та вирубка лісу для лісозаготівель і сільськогосподарських угідь.
Чисельність східних рівнинних горил в 1995 році оцінювалася приблизно в 16 900 тварин. В наступне десятиліття вона різко скоротилася. Площа ареалу цього підвиду 21 600 км2, що на 25 % менше, ніж в 1969 році. Істотним чинником виживання для східних рівнинних горил є сільське господарство. Поточна політична нестабільність і вбивство горил заради м'яса посилюють проблему їх захисту.
Станом на 2015 рік МСОП оцінило чисельність виду у 3800 особин.

## Галерея
| Східна горила під час споживання їжі | В зоопарку | Самка з дитинчам на спині |